# Boban Marković
Boban Marković, szerbül: Бобан Марковић (Vladičin Han, 1964. május 6. –) szerbiai cigány trombitaművész, fúvószenekar-vezető.
Boban Marković a cigányok legendás ünnepén, đurđevdan napján, május 6-án született. Nagyapja, Pavle is muzsikált. Apja szintén különféle zenekarokban játszott. Boban Marković már hétéves korában megismerkedett a trombitával.
Európai körökben elismert, ő és zenekara számos zenei díj birtokosa. Apja, nagyapja elismert trombitaművészek voltak. Zenéje a török katonazenekarok muzsikájából eredeztethető. Boban a kilencvenes évek első felében tűnt fel, amikor zenekarával sorra elnyerte a híres gucai trombitás fesztivál első díját, majd miután meghallotta – a Kusturica-filmek zenéje kapcsán világszerte ismert – Goran Bregovic, felkérést kapott az Underground című film zenéjében való közreműködésre. Az Underground után Boban az Arizonai álmodozók című Kusturica-film zenéjében is közreműködött, s az ezredfordulóra már Európa legnépszerűbb balkáni rezesbandájának az élén állt. Készített lemezt Lajkó Félixszel (Srce Cigansko), majd 2002-ben Frank London munkatársa lett. A Boban Marković Orkestar legújabb lemezével (The Promise) zeneszerzőként is jelentős sikert könyvelhetett el. Tevékenységei között szerepel a Balkán cigányzenéjének más zenei műfajokkal és kultúrákkal való kapcsolódási pontjainak kutatása.
2006 óta Marko Marković vezeti a zenekart, apjával egyetértésben. Marko Marković  szerzőként és szólistaként is részt vett a zenekar utolsó két albumán.

## Lemezek
- "Hani Rumba" (1997) (ITMM)
- "Zlatna Truba" (1998) (Golden Trumpet) (PGP-RTS)
- "Srce Cigansko" (2000) (Gypsy Heart) (X Produkcio)
- "Millennium" (2000) (X Produkcio)
- “Bistra Reka” (2002) (X Produkcio)
- “Live in Belgrade” (2002) (Piranha Musik)
- “Boban i Marko” (2003) (Piranha Musik)
- “The Promise (Balkan Mix)” (2006) (Piranha Musik)
- “The Promise (International Mix)” (2006) (Piranha Musik)
- “Go Marko Go! Brass Madness” (2007) (Piranha Musik)

## Külső hivatkozások
- Hivatalos lap
- Marko i Boban Marković MySpace Profile
- www.port.hu